# 仙台市立袋原中学校
仙台市立袋原中学校（せんだいしりつ ふくろばらちゅうがっこう）は、宮城県仙台市太白区袋原四丁目にある公立中学校。

## 概要
仙台市南東部にある四郎丸、袋原地区の人口増加に伴い、既存の中田中学校の生徒数が増えて大規模になったために袋原地区に新たに中学校を設置することとなり、1980年前半に新設校である袋原中学校が開校した。

## 沿革
- 1981年（昭和56年）4月1日　仙台市立中田中学校から分離開校
- 1981年（昭和56年）4月4日　移籍生徒受入式（2年275名、3年201名、計476名）
- 1981年（昭和56年）4月7日　仙台市立袋原中学校開校式
- 1981年（昭和56年）4月10日　第1回入学式（287名）
- 1981年（昭和56年）4月17日　開校記念日を4月17日に制定
- 1981年（昭和56年）4月20日　父母教師会設立総会
- 1981年（昭和56年）4月20日　校章制定（天野満氏デザイン）
- 1981年（昭和56年）5月9日　生徒会設立総会
- 1981年（昭和56年）5月15日　県生徒指導推進モデル地区制定
- 1981年（昭和56年）5月23日　中田東部青少年育成連絡協議会発足
- 1981年（昭和56年）6月6日　校外指導育成委員会結成（父母教師会）
- 1981年（昭和56年）7月9日　プール竣工落成
- 1981年（昭和56年）9月12～13日　第1回袋原祭
- 1981年（昭和56年）10月6日　砂場竣工
- 1981年（昭和56年）11月1日　開校記念大運動会
- 1981年（昭和56年）12月7日　校地南側・東側の植樹完了
- 1982年（昭和57年）3月2日　校歌・校旗制定披露発表会
- 1982年（昭和57年）3月9日　同窓会結成式
- 1982年（昭和57年）3月12日　第1回卒業式（198名）
- 1982年（昭和57年）4月7日　学校開放用野外トイレ竣工
- 1982年（昭和57年）4月10日　第2回入学式（254名）
- 1982年（昭和57年）9月19日　父母教師会県連合PTAより表彰
- 1982年（昭和57年）10月10日　校地東、北、西側の植樹完了
- 1982年（昭和57年）10月13日　運動部室工事竣工
- 1983年（昭和58年）3月16日　校舎建築第2期工事竣工
- 1983年（昭和58年）3月17日　第2回卒業式（275名）
- 1983年（昭和58年）4月11日　第3回入学式（283名）
- 1983年（昭和58年）8月25日　漏水防止、ベルタイマー設置
- 1984年（昭和59年）3月16日　第3回卒業式（287名）
- 1984年（昭和59年）4月10日　第4回入学式（311名）
- 1985年（昭和60年）3月16日　第4回卒業式（253名）
- 1985年（昭和60年）4月1日　第2代校長　千葉　英雄
- 1985年（昭和60年）4月10日　第5回入学式（283名）
- 1985年（昭和60年）9月14日　開校5周年記念袋原祭
- 1986年（昭和61年）2月20日　校庭防球ネット増設工事竣工
- 1986年（昭和61年）3月8日　校歌レリーフ除幕（生徒作品）
- 1986年（昭和61年）3月15日　第5回卒業式（285名）
- 1986年（昭和61年）4月10日　第6回入学式（300名）
- 1986年（昭和61年）7月9日　防犯警報装置設置
- 1987年（昭和62年）3月16日　第6回卒業式（305名）
- 1987年（昭和62年）3月20日　柔剣道場竣工
- 1987年（昭和62年）4月1日　第3代校長　福田　利正
- 1987年（昭和62年）4月10日　第7回入学式（261名）
- 1987年（昭和62年）4月28日　柔剣道場落成披露式
- 1988年（昭和63年）3月28日　第7回卒業式（288名）
- 1988年（昭和63年）4月11日　第8回入学式
- 1989年（平成元年）1月31日　校庭防球ネット第2期増設工事竣工
- 1989年（平成元年）3月15日　第8回卒業式（297名）
- 1989年（平成元年）3月25日　校舎増築梁改修工事竣工
- 1989年（平成元年）4月11日　第9回入学式（260名）
- 1989年（平成元年）8月1日　全校生徒によるクリーンコミュニティ実施
- 1990年（平成2年）3月14日　第9回卒業式（267名）
- 1990年（平成2年）4月1日　第4代校長　鶏徳　喜昇
- 1990年（平成2年）4月10日　第10回入学式（238名）
- 1990年（平成2年）5月30日　航空写真撮影
- 1990年（平成2年）10月3日　校木「一位」記念植樹
- 1990年（平成2年）10月27日　開校10周年記念式典挙行
- 1991年（平成3年）3月13日　第10回卒業式（298名）
- 1991年（平成3年）4月10日　第11回入学式（237名）
- 1992年（平成4年）3月14日　第11回卒業式（275名）
- 1992年（平成4年）4月10日　第12回入学式（196名）
- 1992年（平成4年）12月1日　ブラスバンド部　仙台市教育功績として表彰
- 1993年（平成5年）3月12日　第12回卒業式（246名）
- 1993年（平成5年）3月26日　コンピュータ室設置（20台）　油庫改修工事
- 1993年（平成5年）4月1日　第5代校長　戸田　純一
- 1993年（平成5年）4月9日　第13回入学式（210名）
- 1993年（平成5年）10月9～11日　福島県原町二中とのジョイントコンサート（イズミティ21）
- 1994年（平成6年）3月16日　第13回卒業式（241名）
- 1994年（平成6年）4月11日　第14回入学式（202名）
- 1994年（平成6年）12月1日　吹奏楽部・仙台市教育功績賞受賞
- 1995年（平成7年）3月15日　第14回卒業式（192名）
- 1995年（平成7年）4月11日　第15回入学式（186名）
- 1996年（平成8年）3月15日　第15回卒業式（211名）
- 1996年（平成8年）4月1日　第6代校長　今野　春男
- 1996年（平成8年）4月9日　第16回入学式（215名）
- 1996年（平成8年）10月26日　文部省・仙台市教育委員会指定　中学校生徒指導総合推進校公開研究会
- 1997年（平成9年）3月14日　第16回卒業式（202名）
- 1997年（平成9年）4月9日　第17回入学式（153名）
- 1998年（平成10年）3月11日　第17回卒業式（192名）
- 1998年（平成10年）4月9日　第18回入学式（198名）
- 1999年（平成11年）3月10日　第18回卒業式（219名）
- 1999年（平成11年）4月1日　第7代校長　樋口　光成
- 1999年（平成11年）4月9日　第19回入学式（166名）
- 2000年（平成12年）3月10日　第19回卒業式（154名）
- 2000年（平成12年）4月11日　第20回入学式（161名）
- 2000年（平成12年）10月21日　開校20周年記念式典
- 2001年（平成13年）3月10日　第20回卒業式（189名）
- 2001年（平成13年）4月10日　第21回入学式（148名）
- 2002年（平成14年）3月9日　第21回卒業式（173名）
- 2002年（平成14年）4月1日　第8代校長　庄司　修
- 2002年（平成14年）4月9日　第22回入学式（153名）
- 2003年（平成15年）3月7日　第22回卒業式（161名）
- 2003年（平成15年）4月9日　第23回入学式（140名）
- 2004年（平成16年）2月20日　校舎耐震補強工事・外壁・屋根塗装竣工
- 2004年（平成16年）3月9日　第23回卒業式（143名）
- 2004年（平成16年）4月1日　第9代校長　藤田　潤吉
- 2004年（平成16年）4月9日　第24回入学式（146名）
- 2005年（平成17年）3月11日　第24回卒業式（158名）
- 2005年（平成17年）4月11日　第25回入学式（142名）
- 2006年（平成18年）3月10日　第25回卒業式（139名）
- 2006年（平成18年）4月11日　第26回入学式（141名）
- 2007年（平成19年）3月9日　第26回卒業式（144名）
- 2007年（平成19年）4月1日　第10代校長　米澤　通徳
- 2007年（平成19年）4月9日　第27回入学式（130名）
- 2008年（平成20年）3月8日　第27回卒業式（139名）
- 2008年（平成20年）4月9日　第28回入学式（150名）
- 2009年（平成21年）3月10日　第28回卒業式（138名）
- 2009年（平成21年）4月1日　第11代校長　手塚　健太
- 2009年（平成21年）4月9日　第29回入学式（132名）
- 2010年（平成22年）3月9日　第29回卒業式（131名）
- 2010年（平成22年）4月9日　第30回入学式（135名）
- 2010年（平成22年）4月16日　仙台市教育委員会認定　特別支援教育実践研究協力校
- 2010年（平成22年）11月5日　開校三十周年記念式典
- 2011年（平成23年）3月11日　東日本大震災発生（14時46分18秒，M9.0）
- 2011年（平成23年）3月19日　第30回卒業式（144名）
- 2011年（平成23年）4月1日　仙台市教育委員会認定　平成23・24年度　自主公開校
- 2011年（平成23年）4月12日　第31回入学式（157名）
- 2011年（平成23年）7月14日　仙台市教育委員会指定　中学校区・学びの連携モデル事業校
- 2011年（平成23年）11月22日　父母教師会・文部科学大臣表彰
- 2012年（平成24年）3月9	第31回卒業式（134名）
- 2012年（平成24年）4月1	第12代校長　佐藤　雄一
- 2012年（平成24年）4月10日　第32回入学式（164名）
- 2013年（平成25年）3月9日　第32回卒業式（133名）
- 2013年（平成25年）4月9日　第33回入学式（162名）
- 2014年（平成26年）3月8日　第33回卒業式（160名）
- 2014年（平成26年）4月1日　第13代校長　岡田　雅彦
- 2014年（平成26年）4月9日　第34回入学式（155名）
- 2014年（平成26年）6月12日　仙台市総合防災訓練
- 2015年（平成27年）3月7日　第34回卒業式（162名）
- 2015年（平成27年）4月9日　第35回入学式（156名）
- 2016年（平成28年）3月12日　第35回卒業式（160名）
- 2016年（平成28年）4月1日　第14代校長　佐藤　全
- 2016年（平成28年）4月11日　第36回入学式（150名）
- 2017年（平成29年）3月9日　第36回卒業式（155名）
- 2017年（平成29年）4月11日　第36回入学式（139名）
- 2018年（平成30年）3月10日　第36回卒業式（157名）
- 2018年（平成30年）4月1日　第15代校長　渡部　隆一
- 2018年（平成30年）4月11日　第37回入学式（143名）

学校沿革より抜粋

## 学区
- 四郎丸小学校、東四郎丸小学校、袋原小学校学区の一部学区

## 部活動
〈運動部〉
- 野球部
- サッカー部
- 陸上競技部
- ソフトテニス部（女子のみ）
- バドミントン部（男子女子）
- バスケットボール部（男子女子）
- 卓球部
- 水泳部
- 柔道部
- 剣道部
- バレーボール部（女子のみ）
- 駅伝部（駅伝大会期間のみの活動）

〈文化部〉
- 吹奏楽部
- 総合文化部